# اشنام
اشنام (به لاتین: Ashnam) یک منطقهٔ مسکونی در افغانستان است که در ولایت بدخشان واقع شده‌است.